# ファンタジーゴルフ パンヤ PORTABLE
『ファンタジーゴルフ パンヤ PORTABLE』（- ポータブル）は、韓国のゲーム開発会社Ntreev Softのゴルフゲームシリーズ「PangYa」（日本版：「スカッとゴルフ パンヤ」）のPlayStation Portable専用ゲームソフト。

## 概要
2008年12月24日に韓国で発売された。日本ではタカラトミーより、主要言語やキャラクター名等を日本向けにローカライズしたバージョンが、2009年4月16日に発売された（当初は4月9日に発売される予定であったが、クオリティアップを図るため延期となった。）。

## PC版との相違点
コース
発売時点でPC版に実装されている15コースのうち、「Ice Cannon」「Ice Spa」「Lost Seaway」「Blue Water」「Shining Sand」「Silvia Cannon」が収録されていない。
操作
打点はアナログスティック、クラブ変更とコンボゲージを用いた特殊ショットはLRボタン（特殊ショットは方向キーも可）を使用する。
キャラクター
キャディはポンタ一種類のみで、これまでの作品でキャディだったポンタ以外のキャラクターが本作品ではプレイアブルキャラクターとなっている。また、新キャラクターも登場する。Wii版「2ndショット」同様にキャラクターボイスが一部つき、ポンタにも鳴き声がある
ゲームモード
ゲームモードの節を参照。
ステータス
衣装にはステータスが存在しなく、キャラクター・クラブにおいてはステータス固定となっている。上昇させるには、リングやアズテックなどを装備する。
登場するキャラクター・コース・アイテム等については『スカッとゴルフ パンヤ』の項を参照。

## ゲームモード
4種類が用意されている。衣装・クラブセット・アズテック・各種消費アイテム等の購入や装備、及びキャラクターの変更は、コース周回開始直前に可能となっている。また、「オプション」を選択する事で、BGM音量、セーブ/セーブデータの削除/オートセーブの有無、ビギナーモードの有無等を変更する事が可能。
ストーリーモード
各キャラクター毎に用意されたシナリオをクリアしていく。
舞台となるパンヤ島と、スポーツとしてのパンヤが発祥した経緯について説明された後、ケン（누리）やエリカ（하나）をはじめとする総勢18人のストーリーを追う事になる。最初はケンとエリカしか選択できないが、各キャラクター毎のストーリーをクリアしていく事で徐々に選択できるキャラクターが増えていく。ストーリーモードで選択可能になったキャラクターのストーリーをクリアすると、パンヤツアーモードやネットワークモードでも使用できるようになる。
パンヤツアーモード
腕試しや経験値・パンポイント（ゲーム内通貨）・アイテムの獲得を目的としたモード。
入賞する事で賞金や賞品が獲得できる「トーナメント」や、各コース毎に決められたノルマを達成する事で経験値やパンポイント、そしてそのコースにおけるライセンスを獲得する事ができる「ライセンス」、人で最短3ホールから最長18ホールを自由に回る事ができる「フリーラウンド」等のモードが選択できる。また、ストーリーモードの冒頭で体験できる「チュートリアル」もここで選択する事が可能である。
ネットワークモード
アドホック通信を利用した最大8人でコースを回る。
コレクション
ショップでアイテムを購入したり、レベルアップ等の方法により逐次解禁されていくコンテンツが閲覧できる。

## パッケージ

### 韓国版
韓国では3種類のパッケージが販売された。
Basic Edition（ベーシックエディション）
通常版パッケージ。UMDと説明書、及び「プレミアム顧客カード」が入っている。プレミアム顧客カードには認証番号が記載されており、PC版で認証番号を登録する事で、特典アイテムの入手やプレミアム会員対象のイベントに参加する、等の事が可能になる。
なお、下記で説明する日本版の早期購入者特典とは、特典内容も利用用途も全く異なる別物である。
Limited Edition（リミテッドエディション）
限定版パッケージ。Basic Editionに加え、「オリジナルサウンドトラック」「ポンタ柄PSPポーチ」「オリジナルクーフィギュア」が同梱されており、UMDケースのイラストも限定版専用のものになっている。専用のポンタを模した大きめの箱に収納されている他、販売店によっては更に「ポンタストラップ」と「特製PSP用ステッカー」が付属する場合がある。
Limited Special Pack（リミテッドスペシャルパック）
Limited Editionに、PSP-3005（韓国版PSP-3000ピアノブラック。末尾の「5」は国別の番号）が同梱された特別限定版。販売店によってはAxxen製2GBUSBメモリが付属する場合がある。
なお、いずれも日本国内では販売されていない（輸入品販売店を除く）。

### 日本版
日本版は早期購入者特典として
- 「特典チケット」（コスチューム8種類+ホーリーエアーナイト）
- 法人特典（法人特典の内容と絵柄は下述。）に「特製PSP用ステッカー」

が付与され、「ポンタポーチ」は添付の応募券を使用すれば抽選で3000人当選した。また、発売記念イベントにて「ポンタストラップ」が配布されたが、これは韓国版Limited Editionのストラップとは別物である。
法人特典のカードの柄は以下の通り。
- さくらアズテック50個
  - ヤマダ電機…ピピン
  - TSUTAYA…セシリア
  - ヨドバシカメラ…カズとカレン
  - Amazon.co.jp…エリカ
  - ビックカメラ…ティッキー
  - ゲオ…アリン
  - ゲームアーク…クー
- テレホンカード（50度数）
  - メディアランド…フリーラウンドの絵
  - ソフマップ…Myルームの絵
  - ゲーマーズ…チュートリアルの絵
- 図書カード（500円分）
  - いまじん…ライセンスの絵